# Dunkin' Brands

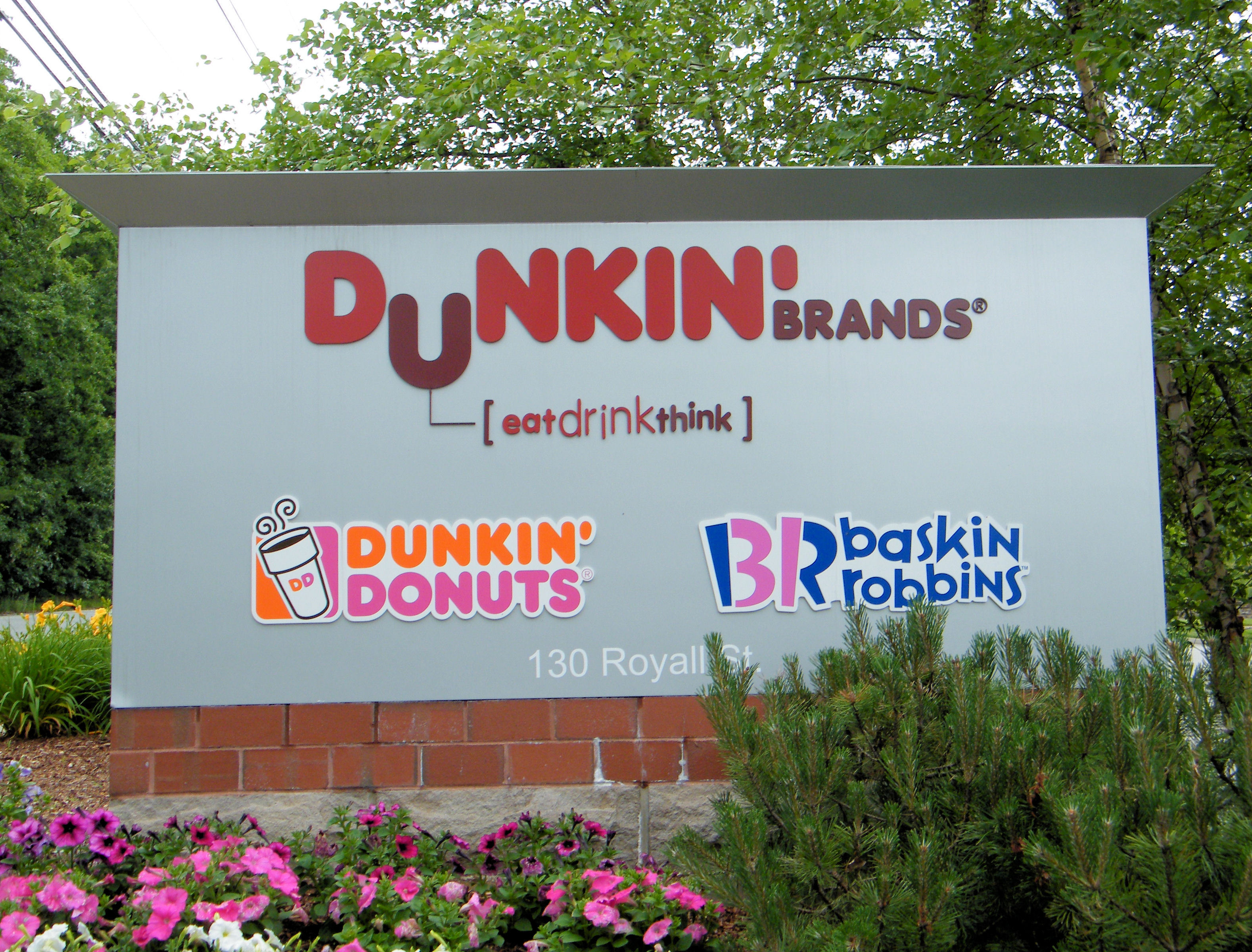
L'insegna presente di fronte alla sede principale

La Dunkin' Brands è stata una azienda statunitense attiva nel settore della ristorazione.

## Storia
L'azienda nasce al seguito di una serie di fusioni ed acquisizioni come capogruppo del settore alimentare della Allied Domecq, comprendendo al suo interno la Baskin-Robbins e la Dunkin' Donuts. Nel 2006 è stata venduta interamente ad un consorzio di investitori tra cui Bain Capital, Thomas Lee e il Gruppo Carlyle
Nel 1997 ha acquistato anche la Togo's ma nel 2007 tale azienda è stata venduta.
L'azienda vanta più di 19.000 punti di distribuzione in quasi 60 nazioni.
Il 30 ottobre 2020 Inspire Brands e Dunkin' Brands sono entrate in trattativa per l'acquisto di quest'ultima con un accordo dal valore di $11.3 miliardi di dollari che includeva il debito accumulato dall'azienda che deteneva i brand Dunkin' Donuts e Baskin-Robbins. Le trattative sono terminate il 15 dicembre 2020 con il totale assorbimento dei marchi all'interno dell'azienda Inspire Brands. 
| Immagine | Nome           | Specialità                         | Ristoranti | Presenza             |
| -------- | -------------- | ---------------------------------- | ---------- | -------------------- |
|          | Dunkin' Donuts | Ciambelle, dolciumi, panini, caffè | 11.000     | Presente in 49 paesi |
|          | Baskin-Robbins | Gelato, torta e frappé             | 7.300      | Presente in 48 paesi |